# Береговое (Омская область)
Берегово́е — село в Нововаршавском районе Омской области России. Входит в состав Ермаковского сельского поселения.

## География
Село находится в юго-восточной части Омской области, к югу от реки Иртыш, на расстоянии примерно 26 км (по прямой) к юго-юго-востоку (SSE) от посёлка городского типа Нововаршавка, административного центра района. Абсолютная высота — 88 м над уровнем моря.

### Часовой пояс
Село Береговое, как и вся Омская область, находится в часовой зоне МСК+3. Смещение применяемого времени относительно UTC составляет +6:00.

## Население
| 2010 |
| ---- |
| 290  |

Гендерный состав
По данным Всероссийской переписи населения 2010 года, в гендерной структуре населения мужчины составляли 47,9 %, женщины — соответственно 52,1 %.
Национальный состав
Согласно результатам переписи 2002 года, в национальной структуре населения русские составляли 84 %.

## Улицы
| - ул. Береговая, - ул. Победы, | - ул. Придорожная, - ул. Школьная. |

## Инфраструктура
В селе функционирует фельдшерско-акушерский пункт (структурное подразделение Нововаршавской ЦРБ).